# Sedilia
De sedilia of sessiestoelen zijn de drie zetels voor de dienstdoende geestelijkheid (de celebrant en zijn beide assistenten) in een plechtige mis.  Ze worden aan de zuidzijde (epistelkant) van het altaar geplaatst.  De vroegste voorbeelden van sedilia vindt men terug in de catacomben.

## Galerij

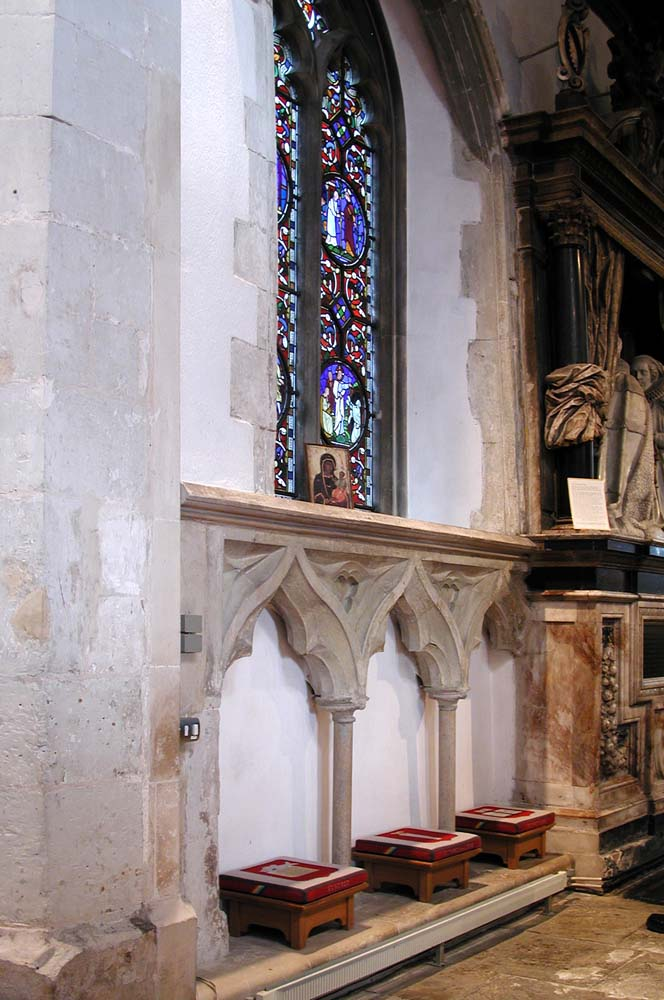
Sedilia geplaatst aan de epistelzijde in een kerk in Surrey in Engeland.
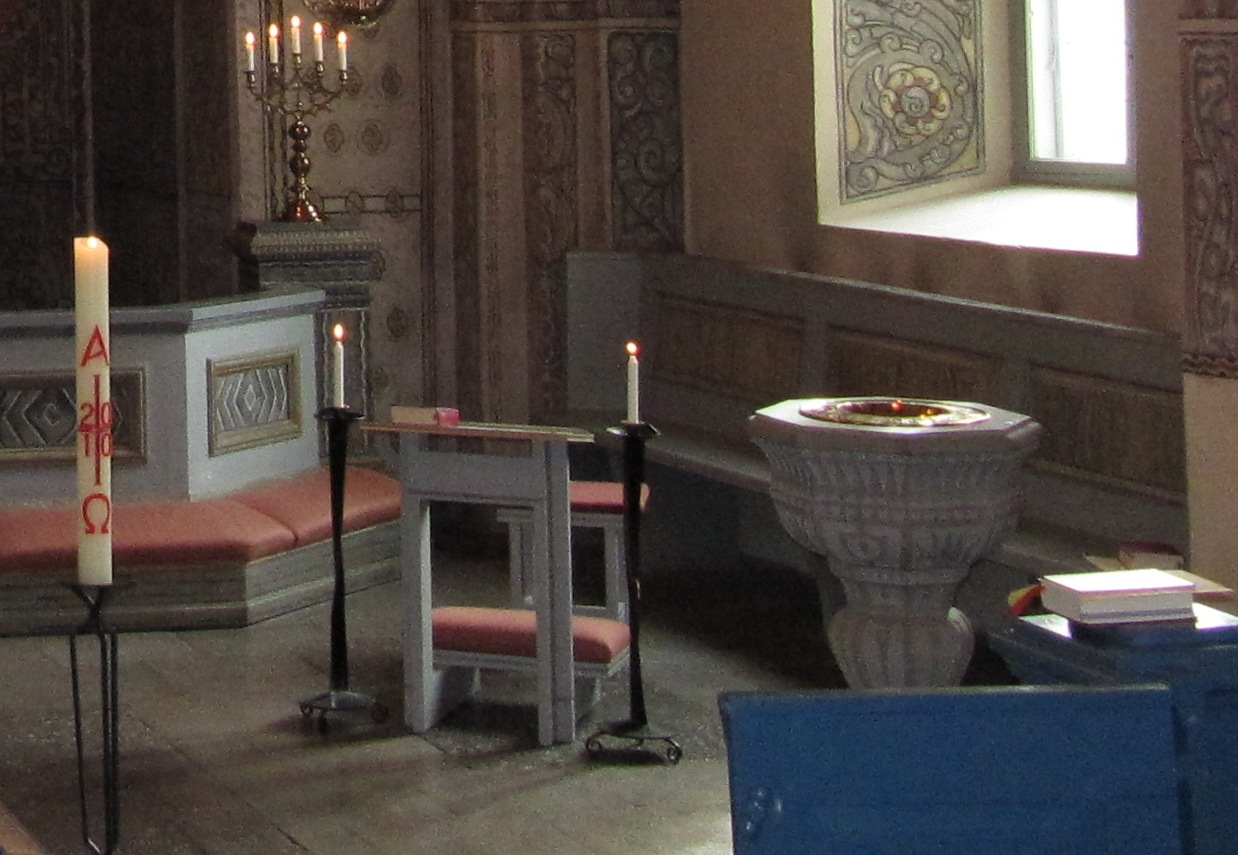
Sedilia in Alsike kyrka in Zweden.
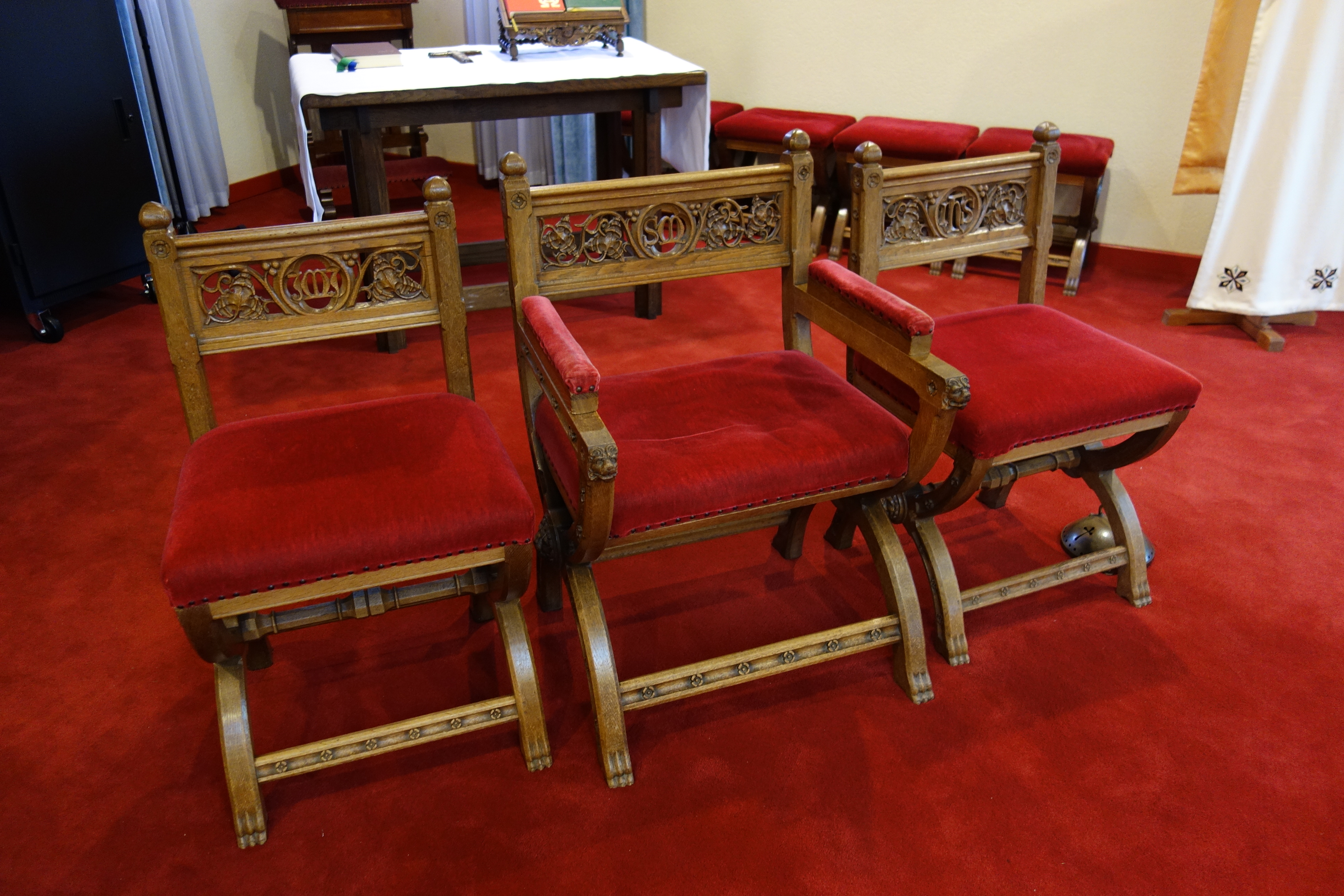
Sedilia in de Michaëlkerk in Blokker